# アンドレス・エスコバル
アンドレス・エスコバル・サルダリアガ（スペイン語: Andrés Escobar Saldarriaga, 1967年3月13日 - 1994年7月2日）は、コロンビア・メデジン出身の元サッカー選手。ポジションはディフェンダー。元コロンビア代表。
空中戦で威力を発揮するだけでなく、攻撃参加も得意で、左足でも強烈なシュートを放った。

## 経歴
コロンビア代表のセンターバックとして数々の国際大会に出場してきた。
1989年 、麻薬王パブロ・エスコバルがオーナーであるアトレティコ・ナシオナルの一員としてコパ・リベルタドーレス優勝に貢献し、この活躍から当時インテルが獲得に興味を示していた。インターコンチネンタルカップではACミランとも対戦、0-1と敗れた。代表では主将も任されるなど、南米屈指のディフェンダーとして知られた。
1988年の南米選手権で代表入り、同年のイングランド戦ではコロンビア代表として、イングランドから初めてゴールを奪った選手となった。ワールドカップイタリア大会に出場し堅実な守備で同国初のグループリーグ突破に貢献したが、決勝トーナメント1回戦でカメルーンに1-2で敗れベスト16に終わった。 
1994 FIFAワールドカップを前に、エスコバルはACミランへの移籍が決定的となっていた。
1994 FIFAワールドカップ・南米予選にて、コパアメリカで連覇を成し遂げたアルゼンチン代表を5-0で破るなどして首位で本大会に進出。1994 FIFAワールドカップ本大会に臨む代表メンバーにも名を連ね、攻撃陣にはカルロス・バルデラマ、ファウスティーノ・アスプリージャ、フレディ・リンコン、アドルフォ・バレンシアらを擁したコロンビアは同大会の優勝候補の一角と目されていた。
しかし初戦の1次ラウンド第1試合・ルーマニア戦を1-3で落とし、第2試合の開催国アメリカ戦は、決勝トーナメント進出のためには負けられない状況となった。コロンビアの守備の要として先発出場したエスコバルだったが、前半35分に痛恨のオウンゴールをアメリカに献上してしまった。その後、追加点を許したコロンビアは、終了間際に1点を返すも届かず1-2で敗戦。この時点でコロンビアの1次ラウンド敗退が決定した。

## 射殺事件
1994 FIFAワールドカップ1次ラウンド終了後、コロンビア代表チームはアメリカで解散となったが、代表選手の多くは国民の非難や報復などの後難を恐れて帰国を拒否し、アメリカに留まった。 
そんな中でエスコバルだけは「自分はあのオウンゴールについてファンやマスコミに説明する義務がある」と帰国を決意。仲間たちの制止に耳を貸さず、ただ一人、母国コロンビアへ帰国する。
1994年7月2日の深夜3時半頃、エスコバルは母国コロンビアのメデジン郊外のバーで友人と歓談した後、店から出たところを暴漢に銃撃され死亡した。27歳没。エスコバルと一緒にいた友人によると、犯人のウンベルト・ムニョス・カストロは銃撃の際に「Gracias por el auto gol（オウンゴールをありがとう）」「Gol!（実況者がゴールシーンの時に絶叫する言葉）」と口にしながら、12発もの銃弾をエスコバルに向かって撃ち込んだ。まだ大会の期間中に起こったこの衝撃的なニュースは世界中に報道され、直後に行われた決勝トーナメント1回戦のドイツ-ベルギー戦とスペイン-スイス戦では彼の死を悼みキックオフ前に黙祷が捧げられた。この一連の事件は後に「エスコバルの悲劇」と呼ばれ、今もなお語られている。
この事件は、「コロンビア代表がまさかの1次リーグで敗退したことへの報復行為であった」と広く信じられているが、果たしてこの犯人が単独で及んだ犯行だったのか、またワールドカップを賭けの対象としていた不法賭博シンジケートが関与していたかどうかについては未だ明らかにされていない。シンジケートの用心棒だった犯人カストロは1995年6月にエスコバル殺害の罪で逮捕され、コロンビア国内の裁判所で懲役43年の判決を受け服役したが、模範囚であるとして刑を短縮され、2006年に出所した。

## 備考
- コロンビア代表チームでは背番号2をつけていた。彼の死後4年間、コロンビア代表は2番を欠番にしていた。[要出典]
- この事件によって、コロンビア国内のサッカー界は混沌の坩堝と化した。また、多くの選手がエスコバルの二の舞になるの恐れ、代表選手を辞退したり、プロサッカー界から引退する者が後を絶たなかった。[要出典]
- 2006年、初のFIFA公認となるストリートサッカー大会「street football world festival 2006」が、エスコバルの命日である7月2日を開幕日としてドイツで開催された。同大会の優勝トロフィーは、FIFAの理念であるフェアプレー精神、そして非暴力のシンボルとして「アンドレス・エスコバル杯 (Copa Andrés Escobar)」 と命名された。
- 日本では1994年までオウンゴールのことを「自殺点」と呼んでいたが、エスコバルが殺害された前述の事件をきっかけに、縁起の悪い「自殺点」の呼び名を廃止し、「オウンゴール」に改めることになった（オウンゴールの項目を参照）。

## 代表歴

### 出場大会
- コロンビア代表
  - 1990 FIFAワールドカップ (ベスト16)
  - 1994 FIFAワールドカップ (グループリーグ敗退)

### 試合数
- 国際Aマッチ 52試合 1得点（1988年-1994年）[5]

| コロンビア代表 | 国際Aマッチ | 国際Aマッチ |
| 年             | 出場        | 得点        |
| -------------- | ----------- | ----------- |
| 1988           | 6           | 1           |
| 1989           | 16          | 0           |
| 1990           | 5           | 0           |
| 1991           | 8           | 0           |
| 1992           | 2           | 0           |
| 1993           | 1           | 0           |
| 1994           | 14          | 0           |
| 通算           | 52          | 1           |